# Liste der Könige von Portugal

Persönliche Flagge der portugiesischen Könige (18. bis 20. Jahrhundert)

Die folgende Liste enthält die Könige und Regenten sowie zuvor die Grafen Portugals vom ersten Auftreten der Burgunderherrscher bis zum Ende der portugiesischen Monarchie.

## Liste

### Haus Burgund(Dinastia de Borgonha) 1093-1139
|  | Name (Lebensdaten)                                                            | Bemerkungen | Regierungszeit Beginn | Regierungszeit Ende |
|  | ----------------------------------------------------------------------------- | --- | --------------------- | ------------------- |
|  | Heinrich von Burgund (Dom Henrique de Borgonha) (* 1069; † 1. November 1112)  | Graf von Portugal, unter der Lehnsherrschaft von Asturien-León | 1093                  | 1112                |
|  | Theresia von León (Dona Teresa de Leão) (* 1080; † 11. November 1130)         | Witwe von Heinrich, Gräfin und ab 1117 selbsternannte Königin von Portugal                                                                                               | 1112                  | 1128                |
|  | Alfons Henriques (Dom Afonso Henriques) (* 25. Juli 1109; † 6. Dezember 1185) | Sohn von Heinrich und Theresia, 1120 von Königin Urraca als Graf von Portugal investiert, verdrängte 1128 seine Mutter aus der Regentschaft, ab 1139 als Alfons I. König | 1120                  | 1139                |

### Königreich Portugal, Haus Burgund 1139–1383
|  | Name (Lebensdaten)                                                                                           | Bemerkungen                                                                                 | Regierungszeit Beginn | Regierungszeit Ende |
|  | --- | ------------------------------------------------------------------------------------------- | --------------------- | ------------------- |
|  | Alfons I. der Eroberer (Dom Afonso I, o Conquistador)                                                        | von 1112 bis 1139 Graf von Portugal                                                         | 1139                  | 1185                |
|  | Sancho I. der Besiedler (Dom Sancho I, o Povoador) (* 11. November 1154; † 26. März 1211)                    |                                                                                             | 1185                  | 1211                |
|  | Alfons II. der Dicke (Dom Afonso II o Gordo) (* 23. April 1185; † 25. März 1223)                             |                                                                                             | 1211                  | 1223                |
|  | Sancho II. der Mönch (Dom Sancho II, o Capelo) (* 8. September 1207; † 4. Januar 1248)                       | 1245 de facto abgesetzt und unter der Regentschaft seines Bruders, des späteren Alfons III. | 1223                  | 1248                |
|  | Alfons III. der Restaurator (Dom Afonso III, o Bolonhês) (* 5. Mai 1210; † 16. Februar 1279)                 | bereits seit 1245 Regent                                                                    | 1248                  | 1279                |
|  | Dionysius der Ackerbauer (Dom Dinis, o Lavrador) (* 9. Oktober 1261; † 7. Januar 1325)                       |                                                                                             | 1279                  | 1325                |
|  | Alfons IV. der Kühne (Dom Afonso IV., o Bravo) (* 8. Februar 1291; † 28. Mai 1357)                           |                                                                                             | 1325                  | 1357                |
|  | Peter I. der Grausame, der Gerechte (Dom Pedro I o Cruel, o Justiceiro) (* 8. April 1320; † 18. Januar 1367) |                                                                                             | 1357                  | 1367                |
|  | Ferdinand I. der Schöne (Dom Fernando I, o Formoso) (* 31. Oktober 1345; † 22. Oktober 1383)                 | letzter König aus dem Hause Burgund                                                         | 1367                  | 1383                |

### Interregnum1383–1385
| Bild | Name (Lebensdaten)                                                               | Bemerkungen                         | Regierungszeit Beginn | Regierungszeit Ende |
| ---- | -------------------------------------------------------------------------------- | ----------------------------------- | --------------------- | ------------------- |
|      | Leonore Teles de Menezes (* um 1340; † 27. April 1386)                           | Regentin                            | 1383                  | 1383                |
|      | Johann von Avis (Dom João, Mestre de Avis) (* 11. April 1357; † 14. August 1433) | Regent, ab 1385 als Johann I. König | 1383                  | 1385                |

### Haus Avis(Dinastia de Avis) 1385–1580
|  | Name (Lebensdaten)                                                                              | Bemerkungen | Regierungszeit Beginn | Regierungszeit Ende |
|  | ----------------------------------------------------------------------------------------------- | --- | --------------------- | ------------------- |
|  | Johann I. des Guten Angedenkens oder der Große (Dom João I, O de Boa Memória)                   | bereits seit 1383 Regent | 1385                  | 1433                |
|  | Eduard (Dom Duarte I, o Eloquente) (* 31. Oktober 1391; † 9. September 1438)                    | | 1433                  | 1438                |
|  | Alfons V. der Afrikaner (Dom Afonso V, o Africano) (* 15. Januar 1432; † 28. August 1481)       | bis 1439 unter der Regentschaft seiner Mutter, Eleonore von Aragonien, bis 1449 unter der Regentschaft seines Onkels Peter von Portugal                                           | 1438                  | 1481                |
|  | Johann II. der Strenge (Dom João II, o Principe Perfeito) (* 3. Mai 1455; † 25. Oktober 1495)   | | 1481                  | 1495                |
|  | Manuel I. der Glückliche (Dom Manuel I, o Venturoso) (* 1. Juni 1469; † 13. Dezember 1521)      | | 1495                  | 1521                |
|  | Johann III. (Dom João III, o Piedoso) (* 6. Juni 1502; † 11. Juni 1557)                         | | 1521                  | 1557                |
|  | Sebastian der Ersehnte (Dom Sebastião I, o Desejado) (* 20. Januar 1554; † 4. August 1578)      | bis 1568 unter der Regentschaft seiner Großmutter Katharina von Kastilien und seines Onkels Kardinal Heinrich, des späteren Heinrich I., fällt in der Schlacht von Alcácer-Quibir | 1557                  | 1578                |
|  | Heinrich I., der Kardinalkönig (Dom Henrique I, o Casto) (* 31. Januar 1512; † 31. Januar 1580) | bereits 1557 bis 1568 Regent, letzter König aus dem Hause Avis | 1578                  | 1580                |
|  | António von Crato (Dom António, prior do Crato) (* 1531; † 26. August 1595)                     | Gegenkönig | 1580                  | 1580                |

### HausHabsburg(Dinastia Filipina) –Personalunion Portugals mit Spanien1580–1640
|  | Name (Lebensdaten)                                                              | Bemerkungen | Regierungszeit Beginn | Regierungszeit Ende |
|  | ------------------------------------------------------------------------------- | --- | --------------------- | ------------------- |
|  | Philipp I. (Dom Filipe I, o Prudente) (* 21. Mai 1527; † 13. September 1598)    | bereits seit 1556 als Philipp II. (Felipe II.) König von Spanien                                               | 1580                  | 1598                |
|  | Philipp II. (Dom Filipe II, o Pio) (* 14. April 1578; † 31. März 1621)          | als Philipp III. (Felipe III.) auch König von Spanien, Neapel und Sizilien                                     | 1598                  | 1621                |
|  | Philipp III. (Dom Filipe III, o Grande) (* 8. April 1605; † 17. September 1665) | als Philipp IV. (Felipe IV.) auch König von Spanien, Neapel und Sizilien, dort herrschte er bis zu seinem Tode | 1621                  | 1640                |

### Haus Braganza (Bragança)1640–1853
|  | Name (Lebensdaten)                                                                                   | Bemerkungen | Regierungszeit Beginn | Regierungszeit Ende |
|  | --- | --- | --------------------- | ------------------- |
|  | Johann IV. der Restaurator (Dom João IV, o Restaurador) (* 18. März 1604; † 6. November 1656)        | bereits seit 1630 Herzog von Braganza, stellte die Unabhängigkeit Portugals wieder her | 1640                  | 1656                |
|  | Alfons VI. der Siegreiche (Dom Afonso VI, o Vitorioso) (* 21. August 1643; † 12. September 1683)     | bis 1662 unter der Regentschaft seiner Mutter, Luisa von Guzmán, 1667 de facto abgesetzt, regiert bis zu seinem Tode nicht mehr, für ihn Regentschaft seines Bruders Prinz Peter, des späteren Peter II. | 1656                  | 1683                |
|  | Peter II. der Friedliche (Dom Pedro II, o Pacífico) (* 26. April 1648; † 9. Dezember 1706)           | bereits seit 1667 Regent, 1704/05 Regentschaft seiner Schwester Caterina von Braganza wegen seiner schweren Erkrankung | 1683                  | 1706                |
|  | Johann V. der Großherzige (Dom João V, o Magnânimo) (* 22. Oktober 1689; † 31. Juli 1750)            | seit 1742 wegen Schlaganfall Regentschaft seiner Gattin Maria Anna von Österreich | 1706                  | 1750                |
|  | Joseph I. der Reformator (Dom José I, o Reformador) (* 6. Juni 1714; † 24. Februar 1777)             | an Regierungsgeschäften kaum interessiert. De facto regierte Sebastião José de Carvalho e Melo, der Marquês de Pombal, der nach dem Erdbeben von Lissabon 1755 einen aufgeklärten Absolutismus einführte. | 1750                  | 1777                |
|  | Peter III. (Dom Pedro III) (* 5. Juli 1717; † 25. Mai 1786)                                          | zusammen mit seiner Frau Maria I. | 1777                  | 1786                |
|  | Maria I. die Fromme (Dona Maria I, a Piedosa) (* 17. Dezember 1734; † 20. März 1816)                 | bis 1786 zusammen mit ihrem Ehemann Peter III., 1792 entmündigt und unter der Regentschaft ihres Sohnes, des späteren Johann VI., seit 1807 in Rio de Janeiro, seit 1815 auch Königin von Brasilien | 1777                  | 1816                |
|  | Johann VI. der Milde (Dom João VI, o Clemente) (* 13. Mai 1767; † 10. März 1826)                     | bereits seit 1792 Regent für seine an Wahnsinn erkrankte Mutter Maria I., 1807 bis 1821 in Rio de Janeiro, 1816 bis 1822 auch König von Brasilien | 1816                  | 1826                |
|  | Peter IV. der Soldatenkönig (Dom Pedro IV, O Rei-Soldado) (* 12. Oktober 1798; † 24. September 1834) | bereits seit 1822 als Peter I. Kaiser von Brasilien, während seiner Herrschaft regiert in Portugal ein Regentschaftsrat unter dem Vorsitz seiner Schwester Elisabeth Maria von Braganza; dankte im Mai 1826 zugunsten seiner Tochter Maria II. als König von Portugal ab; dankte 1831 zugunsten seines Sohnes Peter II. als Kaiser von Brasilien ab; 1831 bis 1834 unter dem Titel Peter von Braganza Regent für seine minderjährige Tochter Maria II. (in Opposition zu seinem Bruder Michael I.) | 1826                  | 1826                |
|  | Maria II. (Dona Maria II) (* 4. April 1819; † 15. November 1853)                                     | zum ersten Mal; regierte während dieser Periode praktisch nicht, bis 1828 unter der Regentschaft ihrer Tante Elisabeth Maria von Braganza, 1828 unter der Regentschaft ihres Onkels Michael I., der sie entthronte | 1826                  | 1828                |
|  | Michael I. (Dom Miguel I, o Rei Absoluto) (* 26. Oktober 1802; † 14. November 1866)                  | 1828 kurzzeitig Regent, entthront Königin Maria II. und rief sich selbst zum König aus, 1834 nach seiner Niederlage im Miguelistenkrieg ins Exil gezwungen | 1828                  | 1834                |
|  | Maria II. (Dona Maria II, a Educadora)                                                               | zum zweiten Mal, ab 1837 zusammen mit ihrem Ehemann Ferdinand II. | 1834                  | 1853                |

### Haus Sachsen-Coburg-Gotha(Dinastia Saxe-Coburg-Gotha) 1837–1910
|  | Name (Lebensdaten)                                                                                   | Bemerkungen | Regierungszeit Beginn | Regierungszeit Ende |
|  | --- | --- | --------------------- | ------------------- |
|  | Ferdinand II. (Dom Fernando II) (* 29. Oktober 1816; † 15. Dezember 1885)                            | zusammen mit seiner Frau Maria II. 1853 bis 1855 Regent für seinen minderjährigen Sohn Peter V.                                                                                        | 1837                  | 1853                |
|  | Peter V. der Hoffnungsvolle (Dom Pedro V, o Esperançoso) (* 16. September 1837; † 11. November 1861) | bis 1855 unter der Regentschaft seines Vaters Ferdinand II. | 1853                  | 1861                |
|  | Ludwig I. (Dom Luis I, o Popular) (* 31. Oktober 1838; † 19. Oktober 1889)                           | | 1861                  | 1889                |
|  | Karl I. (Dom Carlos I, o Diplomata) (* 28. September 1863; † 1. Februar 1908)                        | wurde zusammen mit dem Thronfolger Ludwig Philipp bei einem Attentat in Lissabon erschossen, nach dem Attentat hatte Ludwig Philipp rein theoretisch wenige Minuten das Königsamt inne | 1889                  | 1908                |
|  | Manuel II. (Dom Manuel II, o Patriota) (* 15. November 1889; † 2. Juli 1932)                         | dankte 1910 ab und ging ins Exil, letzter König von Portugal, Ende der Monarchie | 1908                  | 1910                |